# Puce retournée

Flip chip.

Câblage par fil.

Dans le domaine des semi-conducteurs, la puce retournée (traduction de flip chip) est une des techniques utilisée pour effectuer les connexions électriques.
La puce est retournée car, à l'inverse du câblage par fil (trad. wire bonding) où les surfaces pour les soudures (ou contacts) doivent se trouver dans le même sens, pour la technique de la « puce retournée » les surfaces doivent être face-à-face (soit en sens opposé). La puce est donc bien retournée (par rapport au câblage par fil).
Le terme « puce à bosses » est parfois employé, car sur les contacts, il y a des billes ou bosses pour la soudure au boîtier.

## Galerie